# Gee Whiz (album)
| Recensione | Giudizio |
| ---------- | -------- |
| AllMusic   | [ 1 ]    |

Gee Whiz è il primo album discografico come solista della cantante soul e di rhythm & blues statunitense Carla Thomas, pubblicato dalla casa discografica Atlantic Records nel dicembre del 1961.
Due i brani presenti nell'album e pubblicati anche in formato singolo, entrambi entrati nella Chart Billboard The Hot 100: Gee Whiz, Look at His Eyes (al numero 10 il 1º aprile 1961) e A Love of My Own (numero 56 il 10 giugno 1961).

## Tracce
Lato A
1. Gee Whiz, Look at His Eyes – 2:16 (Carla Thomas) – Registrato nel 1960 a Nashville, Tennessee
2. Dance with Me – 2:22 (Irving Nahan, George Treadwell, Lewis Lebish, Jerry Leiber, Mike Stoller) – Registrato il 5 maggio 1961 a Memphis, Tennessee
3. A Lovely Way to Spend an Evening – 2:34 (Harold Adamson, Jimmy McHugh) – Registrato il 5 maggio 1961 a Memphis, Tennessee
4. Your Love – 2:08 (Rufus Thomas) – Registrato il 25 marzo 1961 a Memphis, Tennessee
5. Fools Fall in Love – 2:21 (Jerry Leiber, Mike Stoller) – Registrato il 5 maggio 1961 a Memphis, Tennessee
6. To the Aisle – 2:40 (Stuart Wiener, Billy Dawn Smith) – Registrato il 5 maggio 1961 a Memphis, Tennessee

Lato B
1. The Masquerade Is Over – 3:13 (Herb Magidson, Allie Wrubel) – Registrato il 5 maggio 1961 a Memphis, Tennessee
2. A Love of My Own – 2:28 (Carla Thomas) – Registrato il 25 marzo 1961 a Memphis, Tennessee
3. Promises – 2:15 (Lincoln Wayne Moman) – Registrato il 25 marzo 1961 a Memphis, Tennessee
4. It Ain't Me – 2:24 (Carla Thomas) – Registrato il 25 marzo 1961 a Memphis, Tennessee
5. For You – 2:48 (Carla Thomas, Lincoln Wayne Moman) – Registrato nel 1960 a Nashville, Tennessee
6. The Love We Shared – 2:45 (Ralph Bass, R. Catalon) – Registrato il 5 maggio 1961 a Memphis, Tennessee

Edizione CD del 2002, pubblicato dalla Stax Records (SCD 8605-2)
1. Gee Whiz, Look at His Eyes – 2:16 (Carla Thomas)
2. Dance with Me – 2:22 (Irving Nahan, George Treadwell, Lewis Lebish, Jerry Leiber, Mike Stoller)
3. A Lovely Way to Spend an Evening – 2:34 (Harold Adamson, Jimmy McHugh)
4. Your Love Indeed – 2:08 (Rufus Thomas)
5. Fools Fall in Love – 2:21 (Jerry Leiber, Mike Stoller)
6. To the Aisle – 2:40 (Stuart Wiener, Billy Dawn Smith)
7. (I'm Afraid) The Masquerade Is Over – 3:37 (Herb Magidson, Allie Wrubel)
8. A Love of My Own – 2:28 (Carla Thomas)
9. Promises – 2:15 (Lincoln Wayne Moman)
10. It Ain't Me – 2:24 (Carla Thomas)
11. For You – 1:48 (Carla Thomas, Lincoln Wayne Moman)
12. The Love We Shared – 2:45 (Ralph Bass, R Catalon)
13. Promises – 2:10 (Lincoln Wayne Moman) – Bonus Track - Alternate Version

## Musicisti
- Carla Thomas - voce
- The Anita Kerr Singers - accompagnamento vocale, cori (brani: Your Love / A Love of My Own / Promises / It Ain't Me)[3]
- Altri musicisti partecipanti alle sessioni sconosciuti

Note aggiuntive
- Jim Stewart - produttore (brani: A1, A2, A3, A5, A6, B1, B5 e B6), supervisore
- Lincoln Wayne Moman (Chips Moman) - produttore (brani: A4, B2, B3 e bonus CD numero 13)
- Jimmy Lockert - ingegnere delle registrazioni
- Bill Forshee - fotografie
- Loring Eutemey - design album
- Ray Meaders - note retrocopertina album[4]